# Kurt Ross
Kurt Ross (* 30. August 1915 in Rauschwitz, Landkreis Glogau; † 18. Februar 2007) war ein deutscher Politiker (SPD).

## Leben und Beruf
Nach dem Schulbesuch absolvierte Ross eine Handwerkslehre und arbeitete danach als Kupferschmied, Installateur und Heizungsmonteur. Er leistete von 1935 bis 1938 Reichsarbeitsdienst, wurde anschließend zur Wehrmacht eingezogen und nahm als Soldat am Zweiten Weltkrieg teil. Während des Krieges wurde er in der Torpedoversuchsanstalt in Eckernförde eingesetzt.
Ross schlug eine Beamtenlaufbahn ein und war seit 1945 als Arbeitsprüfer im Ausbesserungswerk Oldenburg der Deutschen Reichsbahn- bzw. Bundesbahn tätig. Er engagierte sich gewerkschaftlich, war Mitbegründer des Deutschen Beamtenbundes (DBB) in Oldenburg und hier Mitglied des Betriebsrates.

## Partei
Ross trat 1946 in die SPD ein und wurde 1964 zum Vorsitzenden des SPD-Kreisverbandes Oldenburg gewählt.

## Abgeordneter
Ross war seit 1948 Ratsmitglied der Stadt Oldenburg. Dem Deutschen Bundestag gehörte er vom 18. August 1964, als er für den verstorbenen Abgeordneten Walter Harm nachrückte, bis 1965 sowie vom 21. September 1966, als er für den ausgeschiedenen Abgeordneten Heinz Morgenstern nachrückte, bis 1972 an. Zunächst war er über die Landesliste Niedersachsen ins Parlament eingezogen. Von 1969 bis 1972 vertrat er im Bundestag den Wahlkreis Oldenburg.

## Öffentliche Ämter
Ross war seit 1961 Senator der Stadt Oldenburg und amtierte dort zeitweise als Bürgermeister.

## Ehrungen
- 1972: Verdienstkreuz 1. Klasse der Bundesrepublik Deutschland